# Futa Toro
- Per l'antic estat, vegeu Imamat de Futa Toro

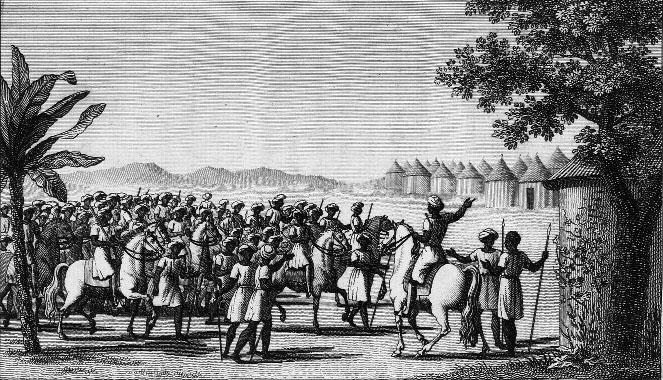
Una ciutat a Futa Toro, retratat per un artista europeu del.

Futa Toro (francès: Fouta Tooro: Fouta Tooro; Fula: Fuuta Tooro) és el nom d'una regió en el riu Senegal en el que és ara el nord del Senegal i l'extrem sud de Mauritània.
La paraula Futa era un nom general que els fulbes van donar a qualsevol àrea on vivien, mentre que Toro era la identitat real de la regió segons els seus habitants. Les persones del regne parlaven pulaar, un llengua de la família de llengües ful esteses per Àfrica des de l'oest del Senegal al Camerun. Es van identificar per la llengua que dona origen al nom Haalpulaar'en significant "els qui parlen pulaar". Els haalpulaar'en són també coneguts com a Tuculors (francès toukouleur), un nom derivat de l'estat antic de Tekrur.
L'estat de Denanke (1495/1514-1776) va veure l'origen del modern poble tukulor. Migracions dels Fulbe des dels estats de Futa Toro i Futa Djalon al sud. A Futa Toro, la població esdevenia una mescla única de fuls i mandings que són avui el tuculors.
La regió fou convertida a l'islam al principi del segle xviii. Le emergència de l'Imamat de Futa Toro el 1776 va causar una sèrie de moviments de reforma islàmica on clans petits d'estudiosos musulmans sufites fuls (els Torodbe) van poder agafat el poder en alguns estats a l'Àfrica de l'oest.
Vers el 1780 Abd al-Kadir esdevenia almaami (dirigent religiós o imam) però les seves forces eren incapaces d'estendre la revolució als estats circumdants.
El Imamat de Futa Toro més tard esdevenia la inspiració i el primer centre de reclutament per les gihads del conqueridor Tuculor al-Hajj Umar Tall i el rebel anti-colonialista al-Hajj Mahmadu Lamine. Malgrat la resistència, el Futa Toro va quedar definitivament a les mans de les forces colonials franceses que el van incorporar al Senegal el 1890. A la independència d'aquest país, el cor de la regió, a la riba sud del sud del riu Senegal va ser retingut per la nova república. La riba nord va esdevenir part de Mauritània.
El gran músic senegalès modern i estrella del worldbeat Baaba Maal és originari de la ciutat de Podor al Futa Toro.